# フィリピンの副大統領
フィリピンの副大統領（フィリピン語: pangalawang pangulo ng Pilipinas、英語: vice president of the Philippines、スペイン語: vice presidente de Filipinas）は、フィリピン政府において大統領に次ぐ官職。大統領の後継順位としては第一位である。副大統領は国民から直接選ばれ、唯一の全国的に選ばれる行政当局者二人の内の一人で、他は大統領である。
現在の副大統領は、マルコス政権により廃止された1935年憲法で創設されたような役職に類似点を持ちながら1987年憲法の下で再設置された。2022年6月30日、ダパオ市出身のサラ・ドゥテルテが第15代で現職の副大統領に就任した。

## 歴史

### 植民地時代
政権の一部であると主張する副大統領として知られる初代は、任期が1897年3月22日に開始したマリアノ・トリアスであった。テヘロス会議の選挙で選ばれ、後に1897年にビアクナバト条約のための交渉を監督する最高議会の副長官に選出された。この最高議会に主権はなく、いかなる州も統治せず、スペインとの取引のためだけに使われた。この議会は後に独裁的な政府のある1898年の独立宣言の際に存在しなかったそのような立場に置き換えられた。正式にはフィリピン最初の実際の共和国は、1899年に建国され、副大統領もいなかった。その代わりにトリアスはそれぞれ財務大臣と戦争大臣としてアポリナリオ・マビニ内閣とペドロ・パテルノ内閣で大臣を務めた。最高議会が主権国家であると宣言しなかったので、トリアスはフィリピンの副大統領とはみなされていない。

### 概念化とコモンウェルス
主としてアメリカ合衆国憲法に倣って作られた1935年憲法は、コモンウェルス政府に関する基本を定めていた。副大統領の地位も創設し、第12節第3款に従って副大統領は大統領から閣僚に任命される可能性がある。しかしアメリカ合衆国の場合と違い、副大統領は集団の中から大統領を選任できる元老院議員としてフィリピンの元老院を代表しない。憲法に基づき副大統領に選ばれた最初の人物は、フィリピン最初の全国選挙でマニュエル・ケソンと共に選ばれたセルヒオ・オスメニャであった。

### 第三共和国
1935年憲法の施行から、大統領と副大統領は、大統領と副大統領が初めて別々に当選する1957年選挙まで同じ公認候補者と政党からなっていた。

### 第四共和国
1973年憲法は副大統領職を廃止し、従ってフェルナンド・ロペスは任期を満了できなかった。続く修正、特に1984年の国民投票は大統領職を復活させた。アルトゥロ・トレンティーノは正式に1986年に常設バタサンパンバンサにより次期副大統領として宣言された。ラモン・アキノ裁判長の前で1986年2月16日に副大統領として宣誓したが、選挙に不正があったと大衆が感じたために実際に副大統領として任期を務めることはなかった。トレンティーノの宣誓から1週間以内にエドゥサ革命でマルコス政権が崩壊することになった。

### 第五共和国
エドゥサ革命はコラソン・アキノを大統領にさせた。1986年2月25日、アキノと同僚候補サルバドール・H・ラウレルは、それぞれ大統領や副大統領として宣誓した。1987年憲法の下での続く選挙は、グロリア・アロヨ大統領と同僚候補の当時の元老院議員ノリ・デ・カストロが当選した2004年の選挙を除いて野党の公認候補が大統領と副大統領に当選した。

## 権限と役割
1987年憲法は「スペアタイヤ」と呼ばれる役職の元となる副大統領に対する明確な権限を与えなかった。しかし憲法第7条第3節は確認の義務なく副大統領が閣僚に任命される可能性を定めた。任命は通常憲法第7条第16節に従って任命委員会により確認を受けなければならない。 
| 番号                     | 氏名                     | 兼務                       | 任期開始       | 任期終了       | 大統領                     |
| ------------------------ | ------------------------ | -------------------------- | -------------- | -------------- | -------------------------- |
| コモンウェルス時代       |                          |                            |                |                |                            |
| 1                        | セルヒオ・オスメニャ     | 公教育大臣                 | 1935年11月15日 | 1939年4月18日  | マヌエル・ケソン           |
| 1                        | セルヒオ・オスメニャ     | 公教育、保健及び厚生大臣   | 1941年12月24日 | 1944年8月1日   | マヌエル・ケソン           |
| 第3共和国                |                          |                            |                |                |                            |
| 2                        | エルピディオ・キリノ     | 外務大臣                   | 1946年7月15日  | 1948年4月15日  | マヌエル・ロハス           |
| 2                        | エルピディオ・キリノ     | 外務大臣                   | 1948年4月17日  | 1950年1月6日   | エルピディオ・キリノ       |
| 3                        | フェルナンド・ロペス     | 農務大臣                   | 1950年12月14日 | 1953年         | エルピディオ・キリノ       |
| 4                        | カルロス・ガルシア       | 外務大臣                   | 1953年12月30日 | 1957年3月18日  | ラモン・マグサイサイ       |
| 4                        | カルロス・ガルシア       | 外務大臣                   | 1957年3月18日  | 1957年8月22日  | カルロス・ガルシア         |
| 5                        | ディオスダド・マカパガル | なし                       | なし           | なし           | カルロス・ガルシア         |
| 6                        | エマヌエル・ペラエス     | 外務大臣                   | 1961年12月30日 | 1963年7月      | ディオスダド・マカパガル   |
| 7                        | フェルナンド・ロペス     | 農務大臣                   | 1965年12月30日 | 1971年         | フェルディナンド・マルコス |
| 第4共和国-副大統領職廃止 |                          |                            |                |                |                            |
| 第5共和国                |                          |                            |                |                |                            |
| 8                        | サルバドール・ラウレル   | 外務大臣                   | 1986年3月25日  | 1987年9月17日  | コラソン・アキノ           |
| 9                        | ジョセフ・エストラーダ   | 大統領付反犯罪委員会議長   | 1992年6月30日  | 1997年6月4日   | フィデル・ラモス           |
| 10                       | グロリア・アロヨ         | 社会福祉及び開発大臣       | 1998年6月30日  | 2000年10月12日 | ジョセフ・エストラーダ     |
| 11                       | テオフィスト・ギンゴナ   | 外務大臣                   | 2001年2月9日   | 2002年7月15日  | グロリア・アロヨ           |
| 12                       | ノリ・デ・カストロ       | 住居及び都市開発評議会議長 | 2004年6月30日  | 2010年6月30日  | グロリア・アロヨ           |
| 13                       | ジェジョマール・ビナイ   | 住居及び都市開発評議会議長 | 2010年6月30日  | 2015年6月30日  | ベニグノ・アキノ3世        |
| 14                       | レニー・ロブレド         | 住居及び都市開発評議会議長 | 2016年6月30日  | 2022年6月30日  | ロドリゴ・ドゥテルテ       |
| 15                       | サラ・ドゥテルテ         |                            | 2022年6月30日  | 現職           | ボンボン・マルコス         |

1935年憲法施行から副大統領は大統領が行う要請を数回拒否しながら閣僚に任命されてきた。オスメニャは1935年11月にフィリピンコモンウェルスの発足とともに最高位の大臣職が与えられた。1946年の独立以前はこの大臣職は嘗ては副総督（アメリカ人）にのみ与えられた公教育大臣であった。オスメニャ副大統領は1935年から1939年のこの大臣職と第二次世界大戦中の戦時内閣の同様の職に就いた。
独立後は内閣最高の職は、エルピディオ・キリノ副大統領に与えられた外務大臣の職になった（今日に至るまで公式の外交儀礼上依然として最高位の大臣の地位である）。フェルナンド・ロペス副大統領は1949年にキリノの副大統領になると外務大臣を辞退した。しかしカルロス・ガルシア副大統領とエマヌエル・ペラエス副大統領も、サルバドール・ラウレル副大統領とテオフィスト・ギンゴナ2世副大統領が外務大臣に就任したように第五共和国で復活した伝統として外務大臣に就任した。グロリア・アロヨは社会福祉及び開発大臣に就任した。閣僚でない大臣職は、大統領付反犯罪委員会議長がジョセフ・エストラーダ副大統領に、住居及び都市開発調整評議会議長がノリ・デ・カストロ副大統領、ジェジョマール・ビナイ副大統領、レニー・ロブレド副大統領に与えられた。
第三共和国の副大統領の中で現職大統領と同じ政党出身でなかった最初の公選副大統領であったためにディオスダド・マカパガルだけは閣僚の地位が与えられなかった。

## 選挙

### 被選挙権
1987年憲法の第7条第3節は、副大統領は「フィリピン生まれの市民で選挙人として登録し読み書きができ選挙の日に少なくとも40歳で選挙の直前に少なくとも10年間フィリピンに居住していなければ何人も大統領に選出されない」大統領と同じ資格を持たなければならないと要求している。
生まれながらのフィリピン人は、フィリピン市民権を獲得したり完成するいかなる行動もとることなく誕生からフィリピン市民である。父か母が誕生時にフィリピン市民である人と成年に達した際にフィリピン市民権を選択したフィリピン人の母親から1973年1月17日以前に生まれた人は、生まれながらのフィリピン人とみなされる。

### 選挙
副大統領は大統領と同じ方法だが分かれて6年毎に直接選挙で通常5月の第2月曜日に選ばれる。大統領と副大統領は共に過半数に達しなくても最高得票を得た候補者が当選する直接的な相対多数方式で選ばれる。候補者が自身の政党の下で大統領と副大統領を目指して力を合わせて立候補する一方で、異なる政党の候補者が大統領と副大統領として選出されるのが通例になり得るしまたなり得ない。州や都市の運動員理事会から適切に証明を受けながら全ての大統領や副大統領選挙の当選が元老院長官に送られて議会に送られる。運動員の証明書を受け取ると、元老院長官は選挙から30日以内に国会の連合公開会議に出席して全ての証明書を開く。国会はその際投票が真正で法律に定める方法で行われたと判定することで票を検査する。

### 就任
伝統的に副大統領は二つの理由から午後になる少し前に最初に宣誓を行う。一つ目は外交儀礼によると誰も（優先権のために最後となる）大統領を継げず、二番目は次期大統領が継承する前に憲法上有効な継承者を設けることにある。しかしケソンの就任では副大統領と立法府は、新たな出発を象徴するために大統領の後に宣誓した。2016年、初めて大統領の就任と副大統領の就任が別々に行われた。

### 宣誓
次期副大統領は1987年憲法に規定するように次期大統領が朗読するのと同様に宣誓を朗読する。
「私（名前）は誠実かつ良心的にフィリピンの大統領（副大統領、大統領代行）としての職務を果たすことを厳粛に誓います（確約します）。憲法を保護し守り、法律を実行し、全ての人に正義を行い、国民の公益に我が身を捧げます。神のご加護を。」（確約の場合は最後の部分は除外される。）

— フィリピン憲法第7条第5節
フィデル・ラモス大統領やジョセフ・エストラーダ大統領、ベニグノ・アキノ3世大統領の就任に際して用いられたフィリピン語の宣誓分は、下記の通りである。
"Ako si (pangalan), ay taimtim kong pinanunumpaan (o pinatototohanan) na tutuparin ko nang buong katapatan at sigasig ang aking mga tungkulin bilang Pangulo (o Pangalawang Pangulo o Nanunungkulang Pangulo) ng Pilipinas, pangangalagaan at ipagtatanggol ang kanyang Konstitusyon, ipatutupad ang mga batas nito, magiging makatarungan sa bawat tao, at itatalaga ang aking sarili sa paglilingkod sa Bansa. Kasihan nawa ako ng Diyos." (Kapag pagpapatotoo, ang huling pangungusap ay kakaltasin.)

— Konstitusyon ng Pilipinas, Artikulo VII, SEK. 5
伝統的に就任する大統領が宣誓で使う言語は、就任する副大統領が使う言語でもある。

## 肩書
スペイン語に由来するBise Presidenteはセブアノ語やヒリガイノン語のような主要なフィリピン諸語の一部で使われる日常的な肩書であるが、フィリピン語の正式な肩書は、Pangalawang Panguloである。
1987年憲法は2つの単語を結ぶハイフンで副大統領個人と副大統領府に言及している。しかし副大統領と副大統領府は、今日ハイフンを使わずに副大統領と言われている。

## 弾劾
フィリピンの弾劾は、アメリカ合衆国と同様の手順を経て行われる。両院制議会の議院の一つ代議院は、大統領や副大統領、最高裁判所裁判官、制憲委員会委員、オンブズマンに対するあらゆる場合の弾劾に着手できる独占的な権限がある。議員の三分の一が弾劾条項を是認すれば、弾劾裁判所として弾劾事件を審理し決定する元老院に移行する。しかしアメリカ合衆国の手続きと大きく異なる点は、下院の三分の一だけが（アメリカ合衆国では不可欠な多数派とは対照的に）大統領を弾劾する動議に賛成する必要がある点である。元老院では代議院から選ばれた議員が検察官として活動し、元老院議員は手続きに関して共同で議長を務める元老院長官と最高裁判所裁判長と共に判事として活動する。アメリカ合衆国のように当該公務員に有罪を判決するには最低でも元老院議員の三分の二（例えば24人中16人）が賛成する必要がある。弾劾審理が不成功に終わったり公務員が無罪を宣告されれば、新たな事件は、最低でも丸1年間はその弾劾すべき公務員を告発できない。

### 弾劾すべき罪
憲法は非難に値する憲法侵害や反逆罪、収賄行為、汚職などの高度な犯罪、大統領や最高裁判所判事、立憲委員会委員、オンブズマンに適用できるとして副大統領弾劾のための基礎として公の信託への裏切りを列挙している。

## 任期制限

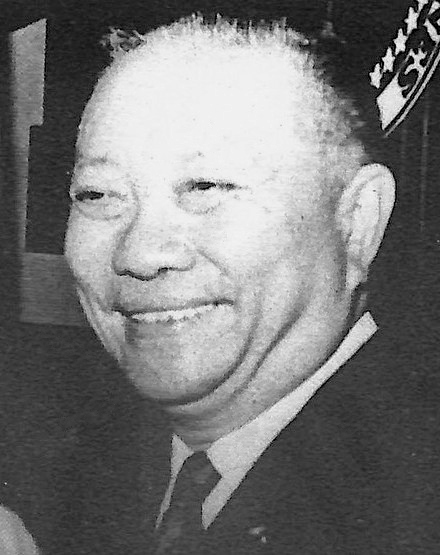
フェルナンド・ロペスはただ一人3期務めた副大統領であった。

1935年憲法に基づき大統領と共に副大統領は大統領だけが再選を要請することから排除されたので再選の可能性と共に6年の任期が与えられた。1940年、再び副大統領に就任回数の制限をなくして6年から4年に任期を短縮した。しかし大統領は2期以上務めることから排除された。この憲法の規定によりオスメニャ副大統領とロペス副大統領だけが再選された。
数人の副大統領は、共に立候補した候補と共に再選できなかったり大統領に昇格している。1941年に再選されると、オスメニャはケソン大統領の死後に大統領に昇格した。キリノ副大統領とガルシア副大統領は、大統領の死後に大統領に昇格するとして副大統領として再選に臨むことはなかった。ロペス副大統領は1953年に再選を目指さず、その代わりに元老院議員を目指すことを決めた。1965年と1969年に一度といわず副大統領選に当選することになる。マカパガル大統領の同僚候補エマヌエル・ペラエスも副大統領に向けて再選を求めなかったが、その代わりに結局当時の元老院議員マルコスに敗れることになる大統領選に向けて野党の国民党の指名を要請した。 
現在までのところフェルナンド・ロペスだけが1949年から1951年、1965年から1969年、更に1969年から副大統領が廃止される1972年までの一回以上（全部で3期）務めている。
1987年憲法により副大統領は連続して2期以上務めることはできない。

## 大統領職の継承
副大統領の大統領継承順位で一番である。憲法は副大統領（または次期副大統領）が大統領職を引き受けたり大統領代行を務める条件を数点規定している。

ジョセフ・エストラーダ大統領を追い出す第二次EDSA革命の事件に続いて第14代フィリピン大統領として宣誓するグロリア・アロヨ副大統領

- 死亡や恒久的な障害、解任、大統領辞任の場合に副大統領は大統領職を引き受ける[18]。
- 次期大統領が大統領の資格を得るのに失敗したら、次期副大統領は次期大統領が適任になるまで大統領として行動する[19]。
- 死亡や恒久的な障害、解任、辞任又は地位を引きけるのに失敗した場合に元老院長官は副大統領職を引き受ける。
- 大統領が選ばれなかった場合に副大統領は大統領が選ばれ資格を得るまで大統領として行動する[19]。

副大統領が大統領に就任した例が4つある。3つは大統領の死去によるもので、一つは大統領の辞任によるものである。
- 1944年のセルヒオ・オスメニャ：マニュエル・ケソンの死去による。
- 1948年のエルピディオ・キリノ：マニュエル・ロハスの死去による。
- 1957年のカルロス・ガルシア：ラモン・マグサイサイの死去による。
- 2001年のグロリア・アロヨ：最高裁判所（英語版）の決定を受けてジョセフ・エストラーダの辞任による[20]。

## 空位

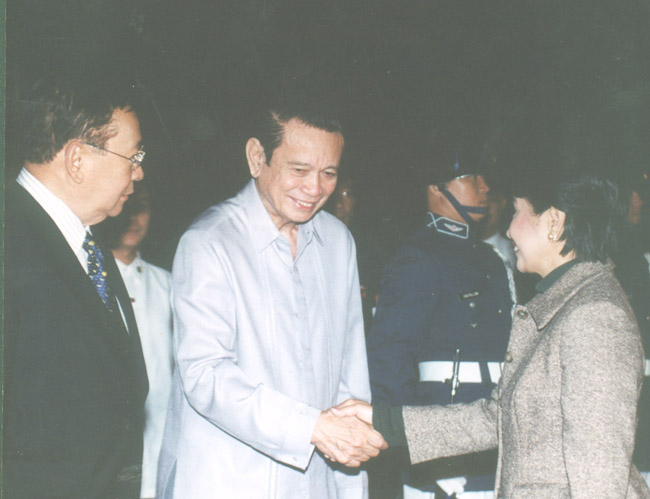
テオフィスト・ギンゴガ副大統領はグロリア・アロヨ大統領に任命された。

1987年フィリピン憲法第7条第9節は選出された副大統領が任期中に空位となった場合は大統領は上下両院の議員の中から別個に投票する両院の全議員の過半数による確認により副大統領になるものを任命すると規定している。従って副大統領が継承して大統領になる場合は上下両院の全議員の確認を得て議員を任命できる。任命されなくても元老院長官は直接に副大統領の後任になる可能性はない。
議員が副大統領の空位を埋めた唯一の例があり、2001年2月7日にアロヨによりフィリピン副大統領に任命された当時の元老院議員テオフィスト・ギンゴガの例である。ギンゴガは就任に当たり全国的な選挙を経なかった唯一の副大統領である。副大統領になった最高齢の人物でもあり、72歳で任命された。外務大臣も兼任した。

## 所在地
歴史的に副大統領は正式の官邸を与えられていなかった。しかし副大統領も副大統領が戒厳令と1973年憲法の下で廃止された1935年から1972年までマラカニアン宮殿の合同庁舎の執務館（現在のカラヤーン会館）に大統領と共に執務室を設けた。 
副大統領が復位すると、嘗ての立法院の議事堂がフィリピン国立博物館の国立美術館になるまでサルバドール・ラウレル副大統領はマニラのパードレブルゴス通の建物に事務所を構えた。副大統領の事務所は、フィリピン国際コンベンションセンターに移り、2005年に再び共にマニラ首都圏のパサイにあるフィリピン国立銀行金融センターに移った。2011年、パサイのココナッツ宮殿がフィリピンの副大統領の主要な執務場所に指名された。2016年6月30日から、事務所はケソン市のケソン市迎賓館に移った。
2021年度予算の元老院の審議で元老院議員は恒久的な施設が欠乏していると指摘し、副大統領の品位を支持して副大統領には必要であるとした。

## 副大統領の特権

### 陸上移動
フィリピンの副大統領は、一般にメルセデス・ベンツ・W140Sクラスに乗っている。

### 警護
大統領警護部隊は任期中を通じて副大統領と副大統領の身近な家族の警護を担当する。

## 存命中の元副大統領
- ジョセフ・エストラーダ
（1992年–1998年）
1937年4月19日（88歳）
- グロリア・アロヨ
（1998年–2001年）
1947年4月5日（78歳）
- テオフィスト・ギンゴナ2世（英語版）
（2001年–2004年）
1928年7月4日（96歳）
- ノリ・デ・カストロ
（2004年–2010年）
1949年7月6日（75歳）
- ジェジョマール・ビナイ
（2010年–2016年）
1942年11月11日（82歳）
- レニー・ロブレド
（2016年-2022年）
1965年4月23日（60歳）

## 参照
1. ↑  The Vice Presidency : A Brief History, Office of the Vice President of the Philippines.
2. ↑  “Spare Tire? Here's How Vice Presidents of the Philippines Defined Their Roles” (英語). Reportr.world. 2021年9月24日閲覧。
3. ↑  Oaminal, Clarence Paul. “Don Sergio Osmeña Sr., the first Secretary of the Public Instruction”. Philstar.com. 2021年9月24日閲覧。
4. ↑  “Official Week in Review: July 28 – August 3, 1963 | GOVPH” (英語). Official Gazette of the Republic of the Philippines. 2021年9月24日閲覧。
5. ↑  Mydans, Seth; Times, Special To the New York (1987年9月17日). “No. 2 in the Philippines Quits Cabinet Position” (英語). The New York Times. ISSN 0362-4331 2021年9月24日閲覧。
6. ↑  Faraon, Larry. “VP Joseph Estrada, PACC chief” (英語). 2021年9月24日閲覧。
7. ↑  News, Arianne Merez, ABS-CBN (2018年7月26日). “Gloria Macapagal-Arroyo's rise, fall and return to power” (英語). ABS-CBN News. 2021年9月24日閲覧。
8. ↑  Villanueva, Marichu A.. “Guingona quits DFA post”. Philstar.com. 2021年9月24日閲覧。
9. ↑  “Binay resigns from Aquino Cabinet” (英語). Rappler. 2021年9月24日閲覧。
10. ↑  Jesus, Julliane Love De (2016年12月5日). “LOOK: Robredo formally resigns as HUDCC chair” (英語). INQUIRER.net. 2021年9月24日閲覧。
11. ↑  1987 Constitution of the Philippines, art. 7, sec. 2
12. ↑  1987 Constitution of the Philippines, art. 7, sec. 3.
13. 1 2  1987 Constitution of the Philippines, art. 7, sec. 4.
14. ↑  News, ABS-CBN (2016年6月15日). “Duterte, Robredo to hold separate inauguration rites” (英語). ABS-CBN News. 2021年9月22日閲覧。
15. ↑  “The 1935 Constitution | GOVPH” (英語). Official Gazette of the Republic of the Philippines. 2021年9月26日閲覧。
16. ↑  “1935 Constitution amended | GOVPH” (英語). Official Gazette of the Republic of the Philippines. 2021年9月26日閲覧。
17. ↑  Butwell, Richard (1965). “The Philippines: Prelude to Elections”. Asian Survey 5 (1):  43–48. doi:10.2307/2642180. ISSN 0004-4687.
18. ↑  1987 Constitution of the Philippines, art. 7, sec. 8.
19. 1 2 3  “THE 1987 CONSTITUTION OF THE REPUBLIC OF THE PHILIPPINES – ARTICLE VII”. 2020年11月4日閲覧。  この記述には、アメリカ合衆国内でパブリックドメインとなっている記述を含む。
20. ↑  “Philippine Supreme Court Decision. G.R. Nos. 146710-15. March 2, 2001.”. Supreme Court of the Philippines. Template:Cite webの呼び出しエラー：引数 accessdate は必須です。
21. ↑  Danao, Marichu A. Villanueva1,Efren. “Guingona named VP”. Philstar.com. 2021年9月22日閲覧。
22. ↑  “For trivia-hunters, Benigno S. Aquino III and the presidency (updated)”. Template:Cite webの呼び出しエラー：引数 accessdate は必須です。
23. ↑  Jesus, Julliane Love De (2016年6月14日). “Robredo to hold office at QC Reception House” (英語). INQUIRER.net. 2021年9月22日閲覧。
24. ↑  “Done in 21 minutes: Senate panel approves OVP budget for 2021” (英語). Rappler. 2021年9月22日閲覧。